# Ernst Heydenreich
Ernst Heydenreich (* 19. Januar 1864 in Malsfeld; † 9. Dezember 1936 ebenda) war ein deutscher Rittergutsbesitzer und Abgeordneter des Provinziallandtages der preußischen Provinz Hessen-Nassau.

## Leben
Ernst Heydenreich war der  Sohn des Rittergutsbesitzers Franz Heydenreich und dessen Gemahlin Malvine Irene Hassenstein.
Im Jahre 1912 erhielt er ein Mandat für den Kurhessischen Kommunallandtag des Regierungsbezirks Kassel, aus dessen Mitte er zum Abgeordneten des Provinziallandtages der Provinz Hessen-Nassau bestimmt wurde. Er war hier Mitglied des Rechnungsprüfungsausschusses und bis 1919 in den Parlamenten vertreten. 
1933 verpachtete Ernst das von seinem Vater geerbte Rittergut, das 1937 schließlich verkauft wurde.